# Lanephus njumanii
Lanephus njumanii là một loài bọ cánh cứng trong họ Cerambycidae.